# Bogdan Snela

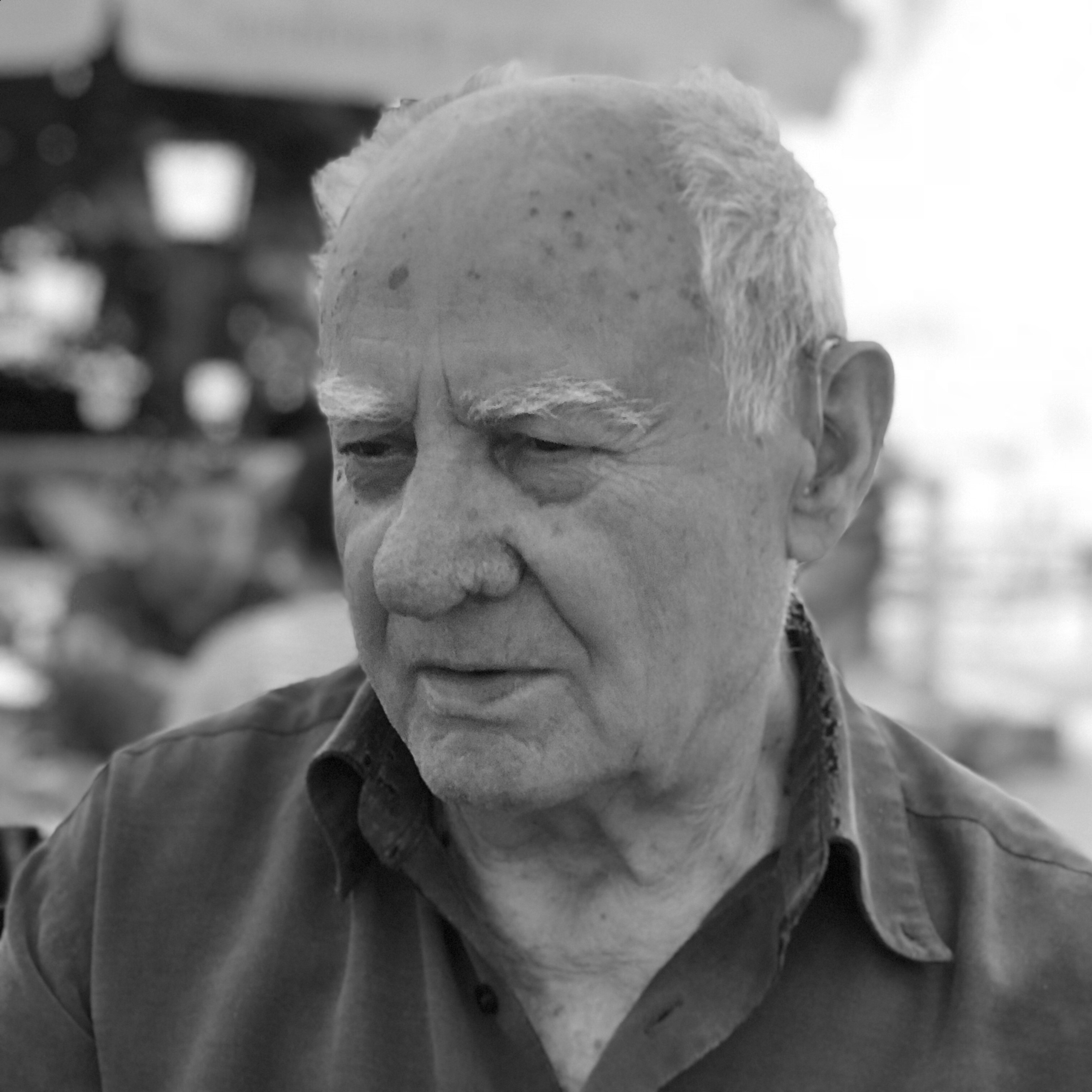
Bogdan Snela

Bogdan Snela (* 14. Januar 1937 in Posen; † 14. Januar 2021 in Weyarn) war ein katholischer Theologe, Zen-Lehrer und Lektor für Religion und Spiritualität im Kösel-Verlag. 1986 gründete er zusammen mit seiner Frau Helena Snela das Domicilium in Weyarn, ein Meditations- und Bildungshaus sowie eine Hospiz-Gemeinschaft, das er bis zu seinem Tod leitete.

## Leben und Wirken
Bogdan Snela wurde 1937 in Poznań als siebtes von acht Kindern geboren. Als Dreizehnjähriger ging er auf ein Internat, das bereits auf die Vorbereitung auf ein Priesteramt ausgerichtet war. Es folgte das Katholische Seminar. Mit 23 Jahren wurde er zum Priester geweiht.
Im Anschluss wurde er an der Katholischen Universität Lublin wissenschaftlich tätig. Er veröffentlichte zahlreiche Aufsätze zu dogmatischen Themen und forschte zu Sakramenten als struktural-menschliche Aspekte des Christentums sowie zu Charismen. Seine beiden Promotionen schloss er 1971 in Theologie und 1985 in Philosophie ab.
Nach seiner ersten Promotion kam Snela als Humboldt-Stipendiat nach Deutschland. Dort entschied er sich, eine Familie zu gründen. Von 1978 bis 2000 war er Lektor für Religion und Spiritualität im Kösel-Verlag München und Autor und Herausgeber von Büchern über östliche und westliche Spiritualität. Beim Kösel-Verlag verantwortete er die Sparte „Interreligiöser Dialog“: unter anderem mit Titeln zu Zen (Hugo Makibi Enomiya-Lassalle), zur jüdisch-christlichen Verständigung (Pinchas Lapide), zu muslimischer Spiritualität (in der Übersetzung von Annemarie Schimmel) oder mit der Herausgabe der Bhagavad Gita (in Zusammenarbeit mit Michael von Brück). Er betreute unter anderem Bücher von Luise Rinser, Raimon Panikkar und Claus Eurich.
Die Begegnung mit dem Jesuitenpater und Zen-Meister Hugo Makibi Enomiya-Lassalle war so tiefgehend, dass er sich ab den achtziger Jahren auf den Weg des Zen einließ. Nach langjährigem Zen-Studium bei Ama Samy, Willigis Jäger, Akira Kubota Rôshi und Yamada Ryôun Rôshi erhielt er die Befugnis, als Lehrer der Sanbôzen-Linie Zen zu lehren.
1986 gründete Bogdan Snela zusammen mit seiner Frau Helena Snela den Verein Domicilium, zu dem ein Seminar- und Meditationshaus gehört. Sie erwarben und renovierten hierfür ein altes Anwesen, das 1593 als Dependance des Weyarner Augustiner Klosters entstand. 1999 folgte die Gründung einer Hospiz-Gemeinschaft und 2001 die Gründung einer Akademie, die multiprofessionelle Fortbildungen und Symposien im palliativen, medizinischen und spirituellen Bereich anbietet.
Bogdan Snela und sein Werk wurde mehrfach geehrt. Er erhielt die Bürgermedaille der Gemeinde Weyarn, den Sozialpreis des Landkreises Miesbach, den 1. Preis beim Anerkennungs- und Förderpreis der Deutschen Gesellschaft für Palliativmedizin (DGP) und wurde für den Bayerischen Gesundheits- und Pflegepreis nominiert.
Das Ehepaar Bogdan und Helena Snela hat drei eigene Kinder und drei Pflegekinder, darunter der Autor Jan Snela.

## Veröffentlichungen (Auswahl)
- Das Menschliche im Christlichen – elementare Strukturen der religiösen Zeichen, mit einem Geleitwort von Eugen Biser. Pfeiffer-Verlag, München 1986, ISBN 3-7904-0480-2
- Kindertaufe – ja oder nein? Plädoyer für die Erwachsenentaufe, Kösel-Verlag, München 1987, ISBN 3-466-25127-3

## Veröffentlichungen als Herausgeber (Auswahl)
- Der Ochs und sein Hirte – Zen-Augenblicke, mit Kommentaren und ausgewählten Texten von Hugo M. Enomiya-Lassalle und mit Tuschzeichnungen von Tatsuhiko Yokoo und Kalligrafien von Yoshiko Yokoo, Herausgeber: Bogdan Snela, Kösel-Verlag, München 1990, ISBN 3-466-20325-2
- Leben im christlichen Ashram, Verfasser: Bede Griffiths, Herausgeber: Bogdan Snela, Kösel-Verlag, München 1990, ISBN 3-466-20333-3
- Fließendes Licht – ein Lesebuch, Verfasserin: Luise Rinser, Herausgeber: Bogdan Snela, Kösel-Verlag, München 1993, ISBN 3-466-20379-1
- Gratwanderung: Briefe der Freundschaft an Karl Rahner 1962-1984, Verfasserin: Luise Rinser, Herausgeber: Bogdan Snela, Kösel-Verlag, Kempten 1994, ISBN 3-466-20390-2
- Weisheit des Zen, Verfasser: Hugo M. Enomiya-Lassalle, Herausgeber: Bogdan Snela, Kösel-Verlag, München 1998, ISBN 3-466-20437-2

## Auszeichnungen und Ehrungen
- 2012: Bürgermedaille der Gemeinde Weyarn
- 2014/2015: Sozialpreis des Landkreises Miesbach
- 2018: Anerkennungs- und Förderpreis der DGP für ambulante Palliativversorgung (Stifter: Grünenthal GmbH)